# Hemitriakis falcata
Hemitriakis falcata es una especie de elasmobranquio carcarriniforme de la familia Triakidae.